# Meta mixta
Meta mixta är en spindelart som beskrevs av O. Pickard-Cambridge 1885. Meta mixta ingår i släktet Meta och familjen käkspindlar. Inga underarter finns listade i Catalogue of Life.